# Codicología

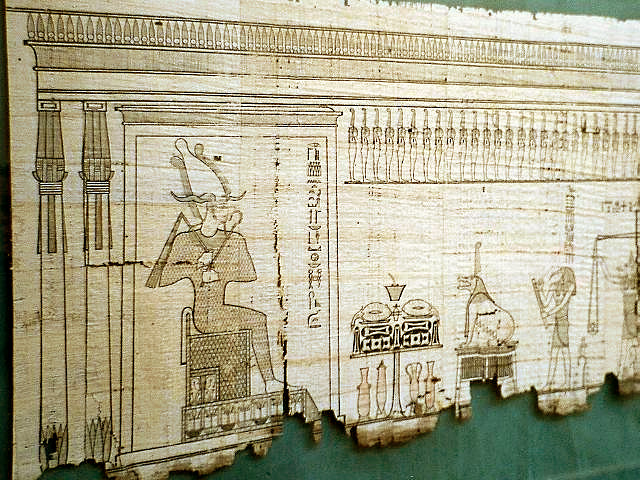
Papiro egipcio.

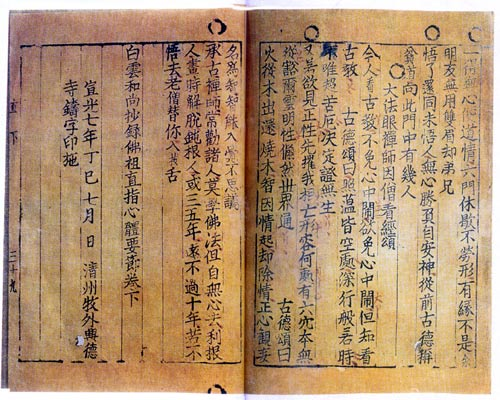
Libro coreano.

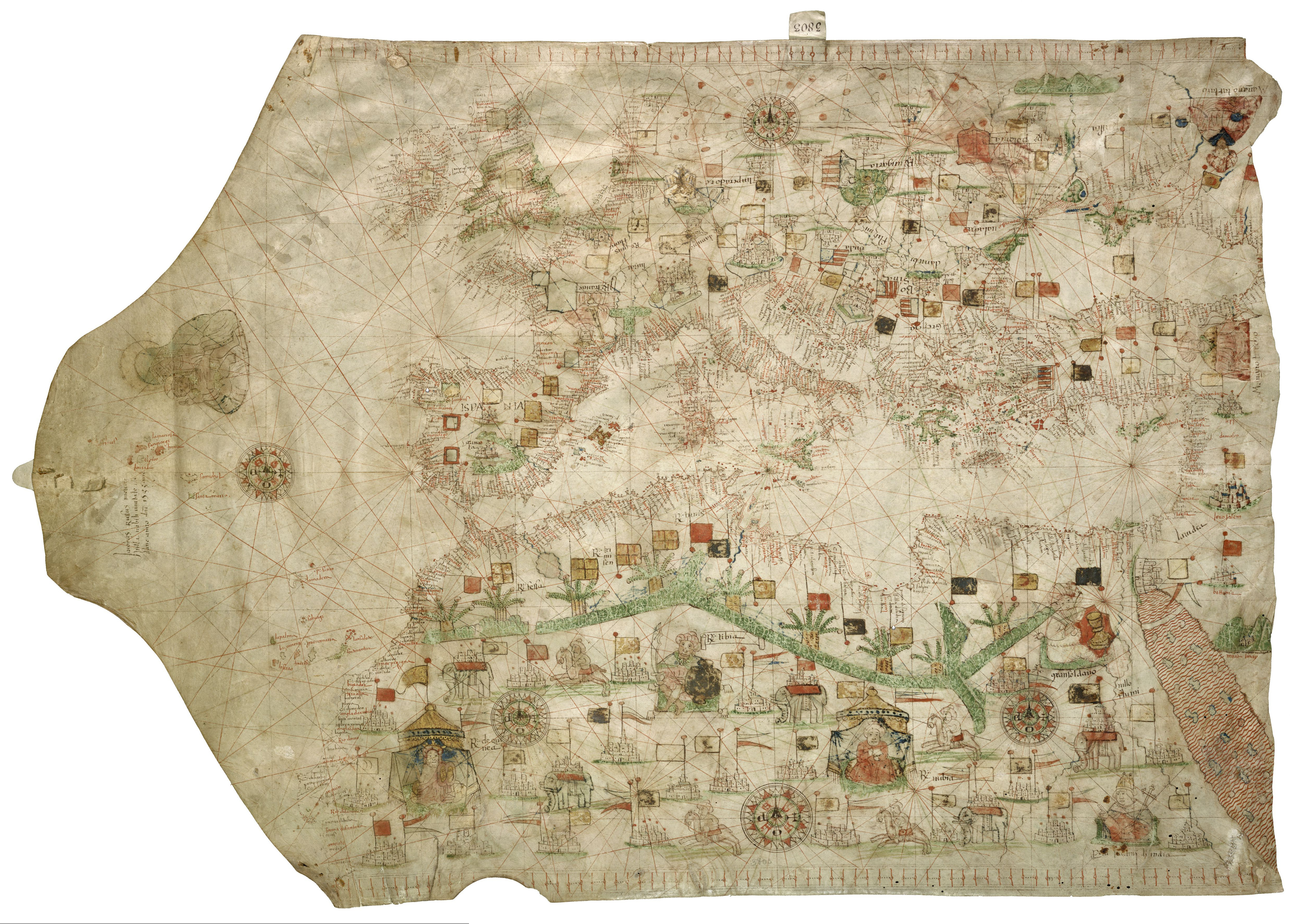
Pergamino europeo.

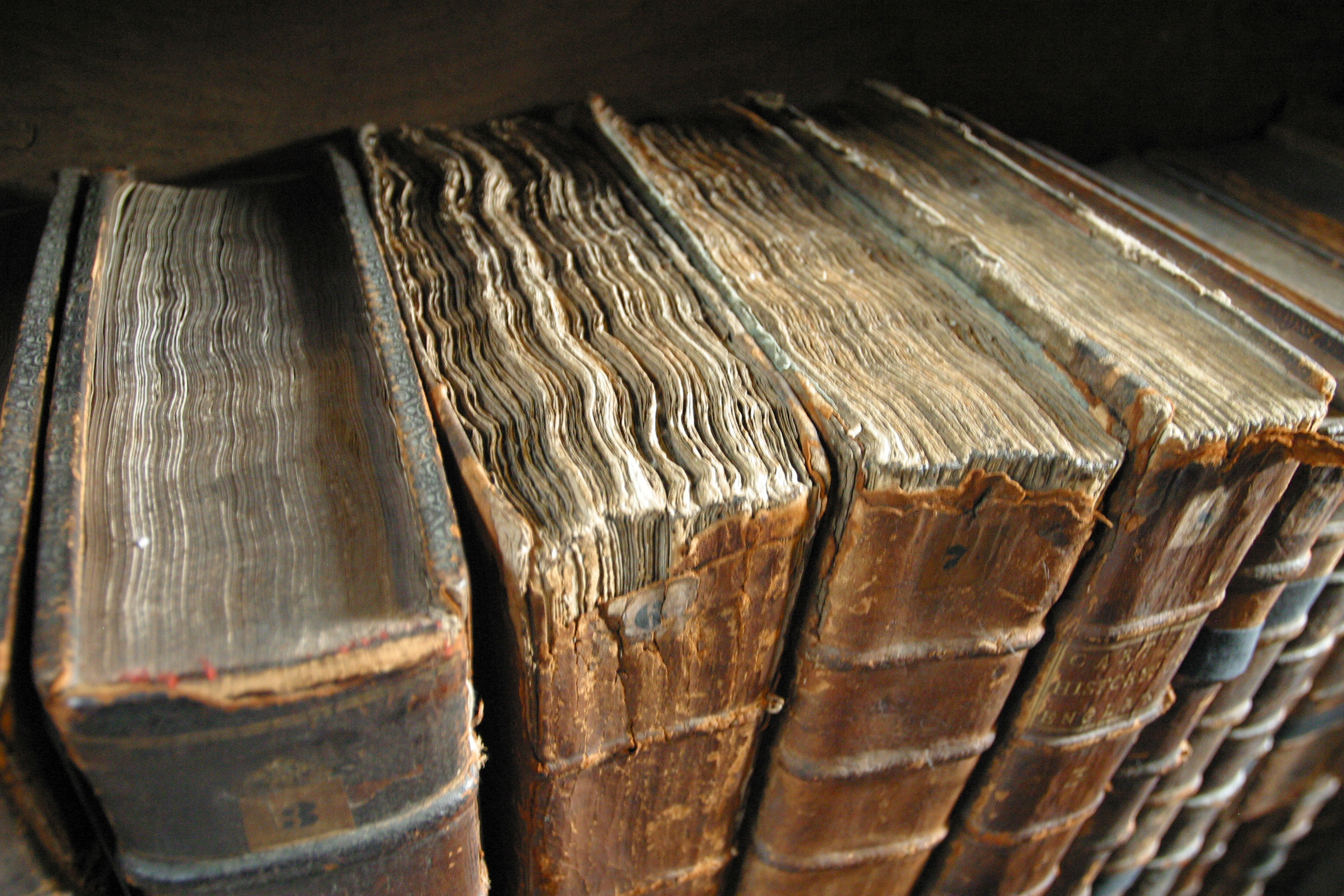
Libros antiguos.

La codicología (del latín cōdex, gen. cōdicis, “códice, libro”; y griego λογία-logia, "estudio, tratado") es la disciplina que estudia los libros como objetos físicos, especialmente los manuscritos escritos en cuero, papiro, pergamino, papel u otros soportes.
Existen discrepancias acerca quién impuso el término: el filólogo clásico Alphonse Dain, o el historiador Charles Samaran.

Los antecedentes más remotos de los términos codicología o codicografía los podemos fijar en 1825, fecha en la cual el bibliotecario Adolph Ebert publica una monografía en la que estudia por separado la Diplomática, la Epigrafía y la que él denomina “Bücherhandschriftenkunde” y define como “la ciencia de los manuscritos que se ocupa de las formas interna y externa”. En 1909 el filólogo Ludwig Traube intentará señalar la distinción entre “Paleografía” y “Handschriftenkunde”. Según Traube, la Paleografía se ocupará de descifrar correctamente la escritura, incluyendo la interpretación de las abreviaturas y el análisis de las eventuales faltas textuales, además de datar y localizar el manuscrito en cuestión. La “Handschriftenkunde” tendría como misión el examen los elementos materiales del códice, es decir, naturaleza del soporte de la escritura, confección y composición de los fascículos y modo de conservación, y el estudio de toda escritura (anotaciones, observacionews, marcas, etc.) que no forma parte del texto propiamente dicho .
Betancourt Serna, Fernando; El libro anónimo "De interdictis": Codex Vaticanus Latinus, Número 5766; "Historia y concepto del neologismo codicología"

El Institut de Recherche et d´Histoire des textes (IRHT) sostiene que: 

"en tanto los manuscritos sirven principalmente para registrar y transmitir los textos, la paleografía permite estudiar las escrituras antiguas mientras la filología se aplica al estudio de los textos en sí. Complementando a esas disciplinas eruditas, la codicología considera todos los aspectos materiales del escrito: en que forma se presenta (rollo, códice, documento aislado …)"

Es decir, aunque la expresión que designa la disciplina deriva del término códice, se incluyen en el campo de estudio los rollos y las hojas sueltas. El IRHT establece una distinción entre codicología histórica, dedicada al estudio de las bibliotecas, colecciones y catálogos, y codicología científica, cuyo objetivo es el examen arqueológico de los manuscritos.
Con frecuencia se denomina a la codicología: Arqueología del libro. Se ocupa de los materiales (pergamino, papiro, papel, pigmentos, tintas, etc.), y las técnicas vinculadas a la confección de los libros, incluida su encuadernación.
El examen más cercano de los atributos de un libro permite frecuentemente establecer su historia y procedencia, o unir partes de un mismo libro que durante largo tiempo permanecieron separadas. Los paleógrafos y codicologistas estudian también la historia de las bibliotecas, colecciones de manuscritos y catalogación de los libros.
Un conocimiento importante es cuándo y cómo un manuscrito encontró su camino hasta su actual locación. La disciplina también se ocupa del contexto de las diversas comunidades (cortes, monasterios, escuelas de catedrales, universidades) en las cuales los escritos se produjeron y usaron. Se atiende tanto a los elementos textuales como visuales y a la relación entre texto e imágenes.
Las fronteras de la disciplina no están aún bien definidas. Algunos sostienen que su campo abarca la paleografía, es decir, el estudio de los manuscritos antiguos, mientras algunos paleógrafos sostienen que ésta abarca a la codicología. El estudio de ciertas características de la escritura como las marginalia,  las glosas, las anotaciones al margen de los propietarios originales, etc. caen en ambos campos, como sucede con los aspectos físicos de la decoración que, por otro lado también ocupan a la historia del arte.